# Толстик (Пермский край)
Толстик — деревня в составе Соликамского городского округа в Пермском крае.

## Географическое положение
Деревня расположена на правом берегу Камы в 4 километрах выше по её течению от посёлка Тюлькино и примерно в 18 километрах по прямой линии на северо-запад от Соликамска.

## Климат
Климат умеренно континентальный с холодной зимой, продолжительностью около 5 месяцев, и тёплым коротким летом. Среднегодовая температура воздуха −2,2 °C. Среднемесячная самого холодного месяца (января) −15,7 °C, самый тёплый июль +17,4 °C. Общее число дней с положительной температурой — 190. Последний весенний заморозок в среднем наблюдается в конце мая, а первый осенний — в конце второй декады сентября. Продолжительность безморозного периода в среднем составляет 114 дней. Образование устойчивого снежного покрова происходит в среднем, в I декаде ноября, в отдельные годы во II декаде октября. Разрушение устойчивого снежного покрова отмечается, в среднем, во второй декаде апреля.

## История
Свое название деревня получила слова «толстик» — высокий крутой берег (на местном диалекте). Упоминается с 1579 года. К 1623 году в Толстике числилось 23 двора пашенных крестьян, 1 беспашенный, 2 бобыльских и один пустой. В 1731 году в д. Толстик была построена Георгиевская часовня. К 1853 году она сильно обветшала, и на её месте жители возвели новую Петропавловскую. В 20-е годы прошлого века часовню раскатали на дрова. В 1834 году в Толстике значилось 30 дворов, в которых жило 169 человек. В начале XX века в селе были часовня, земское училище, две торговых лавки, 97 дворов и более двух сотен жителей. В 1930 году в деревне был создан колхоз «Северный». К середине 30-х годов в деревне численность жителей выросла до 390 человек. В 1963 году в деревне жило 187 человек. В 1966 году был ликвидирован Толстиковский сельский совет. Закрытие школы, клуба, медпункта, ликвидация сельсовета привели к быстрому угасанию деревни. В 1966 в деревне жило уже 159 человек, в 1989 — 15, в 2000- 6. В последние годы в деревне устроена гостиница «Толстик» в двухэтажном доме начала XX века. С 2012 года в деревне проводится Толстиковская ярмарка. До 2019 года деревня входила в Тюлькинское сельское поселение Соликамского района, а после его упразднения стала рядовым населённым пунктом Соликамского городского округа.

## Население
Постоянное население деревни составляло 3 человека (100 % русские) в 2002 году, 7 человек в 2010 году.